# آرنه بيرغ (قسيس)
آرنه بيرغ (بالنرويجية البوكمول: Arne Berge)‏ هو قسيس نرويجي، ولد في 29 يونيو 1908 في ستافانغر في النرويج، وتوفي في 13 أغسطس 1988.